# 증도
증도(曾島)는 전라남도 신안군 증도면의 섬이다. 면적은 약 26km2이다.

## 역사
1896년 지도군에 속하였다가 1914년 무안군에 편입되었으며 1969년 신안군에 소속되었다. 물이 적은 곳이라 하여 시리섬이라고 한 것을 한자어로 바꾸면서 증도(曾島)라 한 것에서 유래하였다. 증도는 원래 전증도와 후증도의 두 섬이 합해져 중동리와 방축리(防築里)로 형성되었다. 그 뒤 다시 대조리와 우전리(羽田里)로 구성된 남쪽의 대조도(大棗島)를 잇는 제방이 축조되고 그 사이에 대규모 염전이 개발되면서 하나의 섬으로 통합되었다. 청구도와 대동여지도에 전증도(前甑島)와 후증도(後甑島)가 별개의 섬으로 기재되어 있다. 섬 일대는 600여 년간 바다 속에 있던 송(宋)·원(元)대의 도자기 등 유물들이 대량으로 발견된 곳이다. 지정된 송원대유물매장해역(宋元代遺物埋藏海域)) 2007년 12월 1일 아시아 최초의 슬로시티로 지정되었다.

## 지리
목포시 북서쪽 51km 해상에 위치하며 북쪽에 사옥도(沙玉島)와 임자도(荏子島), 남쪽에 자은도(慈恩島)와 암태도(岩泰島)가 있다. 2010년 3월 연륙교인 증도대교가 개통되어 차량으로 통행할 수 있게 되었다. 증도에는 북동쪽의 산지(최고높이 200m)를 제외하고는 곳곳에 100m 안팎의 산지가 솟아 있으나, 산지와 산지 사이에는 비교적 넓은 평지가 발달하여 논으로 개발되었다. 농경지가 비교적 넓기 때문에 주민들은 어업보다 대부분 농업에 종사한다.(논 454㏊, 밭 296㏊, 임야 1,123㏊) 주요 농작물로는 쌀·보리를 비롯하여 유채·감자·콩·참깨·마늘 등이 있다. 

##### 염전
출입이 복잡한 해안선은 만의 입구를 막아 방조제를 쌓고 크고 작은 염전으로 이용하고 있다. 우리나라 최대 규모인 태평염전(연간 1만 5천여 톤 생산)이 자리 잡고 있다. 1월평균기온 0.8℃, 8월평균기온 26℃, 연강수량 984mm, 연강설량 110mm이다.  증도에는 국내 유일한 소금 힐링센터인 소금 동굴과 소금 레스토랑, 옛날 소금창고로 쓰이던 버려진 창고를 개조한 소금 박물관이 있다.
연안에서는 농어·민어·갈치·숭어·낙지 등이 어획되며 김·미역 양식업도 활발하고 굴·꼬막도 채취된다.

## 교육
교육기관으로는 초등학교 1개교, 중학교 1개교가 있다.

## 사진

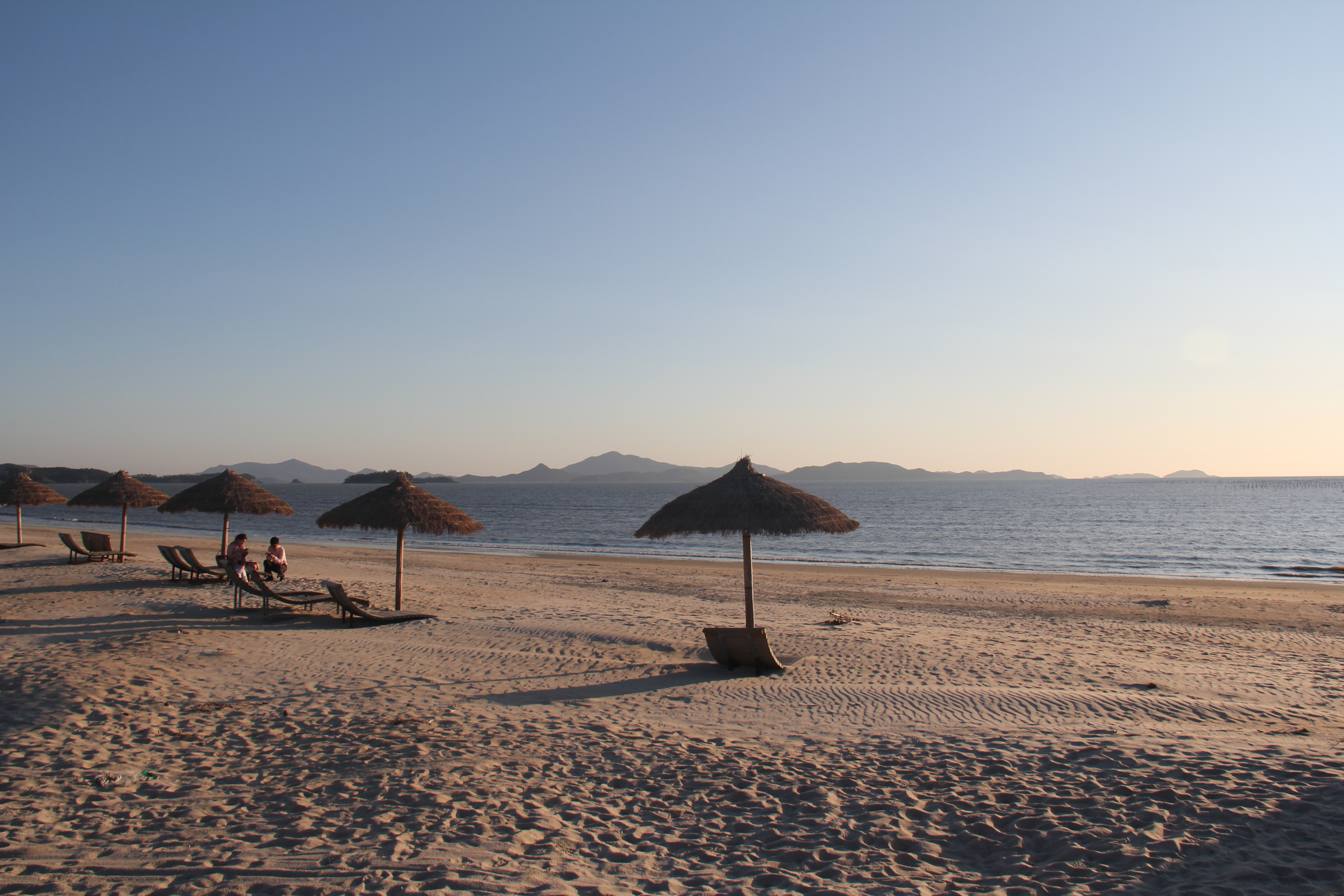
바닷가
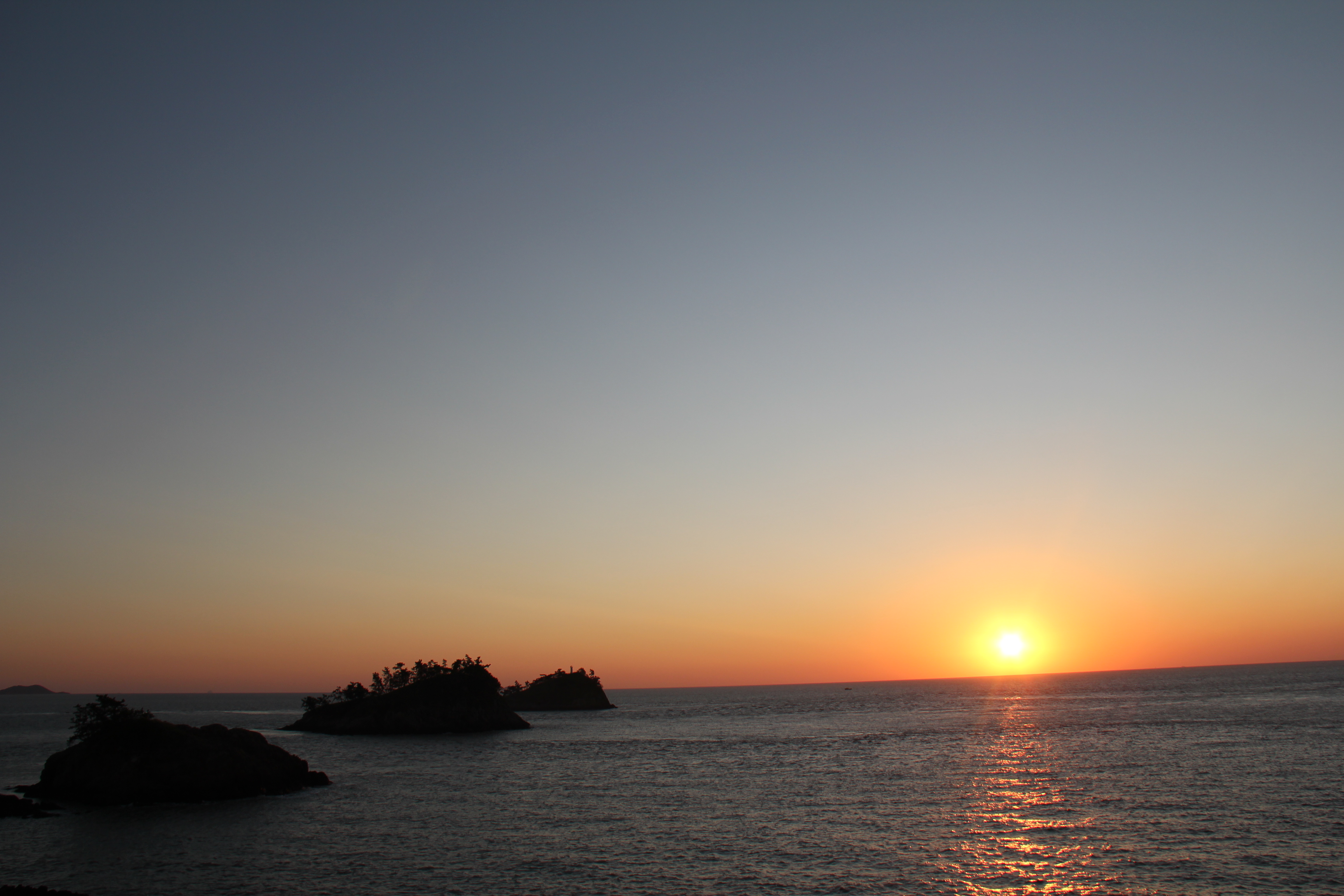
노을
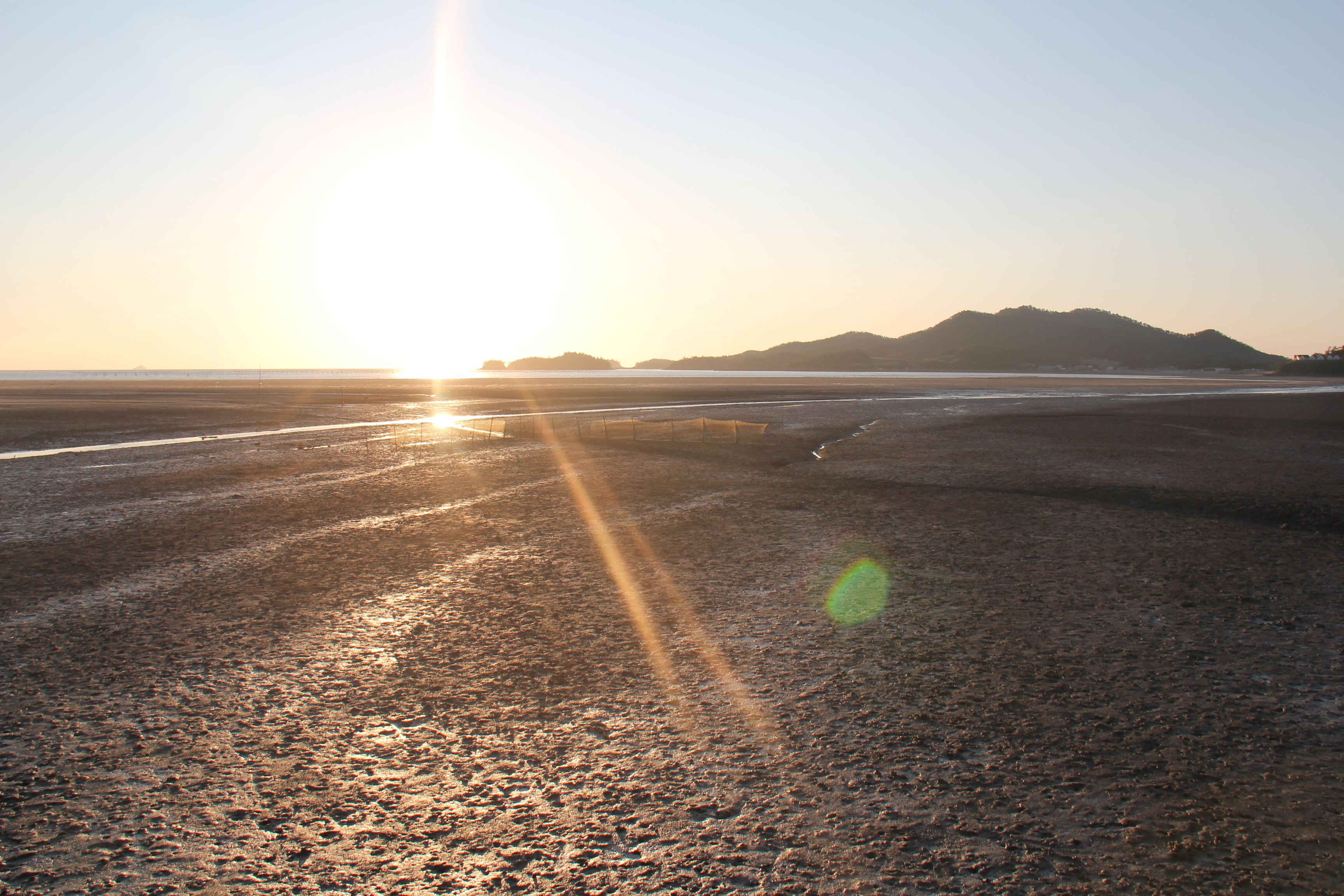
갯뻘
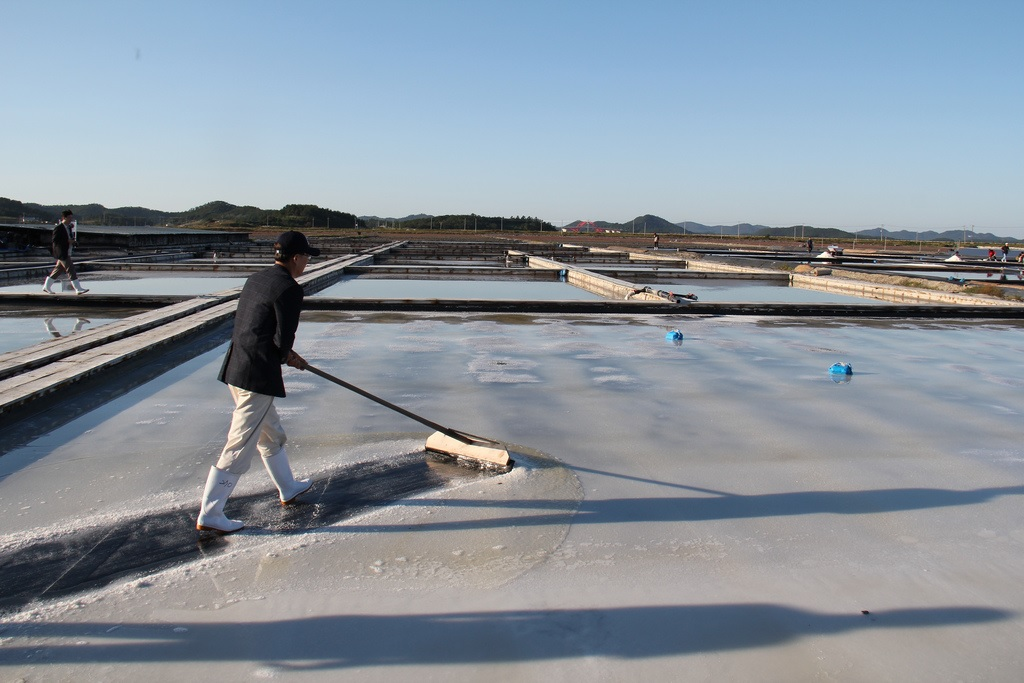
신안 증도 태평염전